# Simpliciaal complex

Een simpliciaal 3-complex.

In de algebraïsche topologie, een deelgebied van de wiskunde, is een simpliciaal complex een topologische ruimte die wordt geconstrueerd door simplices, dat wil zeggen punten, lijnstukken, driehoeken, en hun n-dimensionale tegenhangers "samen te lijmen" (zie illustratie). Simpliciale complexen moeten niet worden verward met het meer abstracte begrip van een simpliciale verzameling, die voorkomt in de simpliciale homotopietheorie.

## Definities
Een simpliciaal complex {\displaystyle {\mathcal {K}}} is een verzameling van simplices die voldoet aan de volgende voorwaarden:
1. Elk zijvlak van een simplex uit {\displaystyle {\mathcal {K}}} maakt ook deel uit van {\displaystyle {\mathcal {K}}}.
2. De doorsnede van twee simplices {\displaystyle \sigma _{1},\sigma _{2}\in {\mathcal {K}}} is een zijvlak van zowel {\displaystyle \sigma _{1}} als {\displaystyle \sigma _{2}}.
Merk op dat de lege verzameling een zijvlak is van elke simplex. Zie ook de definitie van een abstract simpliciaal complex, dat losjes gesproken een simpliciaal complex zonder bijbehorende meetkunde is.
Een simpliciaal {\displaystyle k}-complex {\displaystyle {\mathcal {K}}} is een simpliciaal complex waarin de grootste dimensie van enige simplex in {\displaystyle {\mathcal {K}}} gelijk is aan {\displaystyle k}. Een simpliciaal 2-complex moet bijvoorbeeld ten minste één driehoek hebben en mag geen viervlak van hogerdimensionale simplices bevatten.
Een zuiver of homogene simpliciaal {\displaystyle k}-complex {\displaystyle {\mathcal {K}}} is een simpliciaal complex waarin iedere simplex van dimensie lager dan {\displaystyle k} het zijvlak is van een simplex {\displaystyle \sigma \in {\mathcal {K}}} van dimensie precies gelijk aan {\displaystyle k}. Informeel gesproken ziet een zuiver 1-complex eruit alsof hij is gemaakt van een stel lijnen, en ziet een 2-complex eruit alsof deze is gemaakt van een stel driehoeken, enz. Een voorbeeld van een niet-homogeen complex is een samenstel van een driehoek en een lijnstuk verbonden aan een van de hoekpunten van de driehoek.
Een facet is elke simplex in een complex dat niet het zijvlak is van een grotere simplex. (Merk het verschil op met een "facet" van een simplex.) Een zuiver simpliciaal complex kan worden gezien als een complex waarvan alle facetten dezelfde dimensie hebben.
Soms wordt de term 'zijvlak' gebruikt om te verwijzen naar een simplex van een complex, niet te verwarren met het zijvlak van een simplex.
Voor een simpliciaal complex dat is ingebed in een {\displaystyle k}-dimensionale ruimte, wordt naar de {\displaystyle k}-zijvlakken soms verwezen als cellen. De term 'cel' wordt soms in een ruimere zin gebruikt om een verzameling homeomorfismen met een simplex aan te duiden, wat leidt tot de definitie van een celcomplex.
De onderliggende ruimte, soms ook de drager van een simpliciaal complex genoemd, is de vereniging van haar simplices.

## Afsluiting, ster en schakel
De afsluiting van een verzameling van simplices {\displaystyle S}, aangeduid met {\displaystyle \mathrm {Cl} \ S}, is het kleinste simpliciale complex dat alle simplices in {\displaystyle S} bevat. Met andere woorden {\displaystyle \mathrm {Cl} \ S} is de verzameling die alle zijvlakken van elke simplex in {\displaystyle S} bevat.
De ster van een verzameling van simplices {\displaystyle S}, aangeduid met {\displaystyle \mathrm {St} \ S} met betrekking tot een simpliciaal complex {\displaystyle K} is de verzameling van alle simplices in {\displaystyle K} die simplices in {\displaystyle S} als zijvlakken hebben. (Merk op dat de ster niet noodzakelijk een simpliciaal complex is.)
De schakel (Engels: link) van een verzameling van simplices {\displaystyle S}, aangeduid met {\displaystyle \mathrm {Lk} \ S} met betrekking tot een simpliciaal complex {\displaystyle K} is gelijk aan {\displaystyle \mathrm {Cl\ St} \ S-\mathrm {St} \ S}. De link van {\displaystyle S} is in zekere zin de "grens" van {\displaystyle S} met betrekking tot {\displaystyle K}.

## Algebraïsche topologie
In de algebraïsche topologie zijn simpliciale complexen vaak nuttig voor concrete berekeningen. Voor de definitie van homologiegroepen van een simpliciaal complex, kan men het bijbehorende ketencomplex direct lezen, onder voorwaarde dat er consistente oriëntaties zijn gemaakt van alle simplices. De eisen van de homotopietheorie leiden tot het gebruik van algemenere ruimten, de CW-complexen. oneindige complexen zijn een fundamenteel technisch hulpmiddel in de algebraïsche topologie. Zie ook de discussie over polytopen van simpliciale complexen als deelruimten van de euclidische ruimte bestaande uit deelverzamelingen die alle een simplex zijn. Dat iets concretere concept wordt toegeschreven aan Alexandrov. Elk eindig simpliciaal complex kan in de zin, zoals er hier over wordt gesproken, als een polytoop worden ingebed in een groter aantal dimensies. In de algebraïsche topologie wordt een compacte topologische ruimte die homeomorf is aan de meetkundige realisatie van een eindig simpliciaal complex, meestal een polyeder genoemd (zie (Spanier, 1966), (Maunder,1996) en (Hilton en Wylie,1967).